# فيل مورتون
فيل مورتون (بالإنجليزية: Phil Morton)‏ هو فنان فيديو أمريكي، ولد في 1945، وتوفي في 2003.